# Sade Kahra
Sade Kahra född 31 januari 1974 i Botkyrka är en sverigefinsk fotokonstnär verksam i Finland. Hon utexaminerades till konstmagister från Konstindustriella högskolan i Helsingfors år 2000.
Sade Kahras konst har sedan 1990-talet visats på gallerier, konsthallar, museer och andra utställningsplatser i Finland, Sverige och internationellt. Bland dessa är två soloutställningar på Galleri Heino i Helsingfors och en på Galleri Jan Linder i Stockholm, samt den kuraterade grupputställningen Ultimate Impact på The Round Tower in Copenhagen 2017. Kahras verk finns representerade i bland annat Finska statens konstsamling, Tuulensuu-stiftelsens samling och Heinos konststiftelses samling. Exempel på produktioner är publikationen "Födda till att basta" utgiven 2014, samt samarbetsprojekten "Image cabinet" med finsnickaren och designern Tuulia Penttilä och projektet "Wear Your Fear", en textilinstallation i samarbete med Turku Bioimaging. I samband med forskar- och konstnärsresidenset THREEWALLS lyftes hennes fotografiska projektinstallation fram av kritikergruppen Bad at Sports som Best Photography in Chicago 2012.
Kahra har arbetat på ett dussin konstnärsresidens runtom i världen och hon emottog det europeiska stipendiet Pépinières européennes pour jeunes artistes (MAP) 2003 samt Rotary Internationals stipendium GSE år 2010. 2006 startade Kahra upp det internationella konstnärsresidenset i Fiskars Bruk, hon ledde programmet de första sju åren. I egenskap av verksamhetsledare för Fotocentrum Peri i Åbo, initierade och samgrundade Kahra Åbo Konsthall 2019.